# Sveti Bartol
Sveti Bartol is een plaats in de gemeente Motovun in de Kroatische provincie Istrië. De plaats telt 80 inwoners (2001).